# ラストチャンス
「ラストチャンス」はSomething ELseの6枚目のシングル。1998年12月23日発売。発売元は東芝EMI。

## 解説
Something ELseは1998年秋までに5枚のシングル、1枚のアルバムを発表するが、どれもがヒットに恵まれず、レコード会社、所属事務所と契約切れ寸前の“崖っぷちバンド”であった。
そんな折、日本テレビの当時の人気番組「雷波少年」の企画に抜擢される。3か月間、3人で1つの部屋にこもって曲を作り、その曲を次のシングルとしてリリースを約束する代わりに、そのシングルがオリコン初登場20位以内に入らなければバンドを解散・音楽以外の職種に転職しなければならないというものであった。メンバーはスタッフの方針に不信感を募らせるが、「自分達の音楽がいかなるものなのか、答えを知りたい」と企画参戦を決意。
初めてメンバー3人で共同作業を行って完成させた曲で、アパートの一室に連れて行かれた3人は最初は頭がおかしな状態になっていたという。次第に共同生活に慣れていくうちに「これまで自分たちが友達ではなかった」ということがよくわかったという。「こういう状況だからこそ、ハングリー精神というか、自分達の叫びを伝えたいと思って選んだ。あの状況でなぜこんな曲ができるのか、と驚かれた」と後に明かしている。
約3か月半（118日間）に及ぶ共同生活の末に完成した「Give me a chance」（仮タイトル）を6枚目のシングル「ラストチャンス」として1998年12月23日に発表。発売日の早朝には、バンドの誕生の地である柏駅構内でストリートライブを行った。当時「雷波少年」が放送されておらず、Something ELseがあまり認知されていなかった青森県や富山県、高知県などではストリートライブを行い、バンドの存続を訴えた。事前に会場は用意されておらず、漁港や居酒屋の店頭、さらに学校や住宅街に至るまで、メンバー自らが場所の選定を行っている。基本的には合宿生活中によりメンバー自らがこれ以上のプロモーションはできない為、レコード会社スタッフが各地を移動し、CDの手売りを行った。
1999年1月6日付のオリコン週間シングルランキングではこの作品が初登場2位になり解散を免れる。翌週には1位を獲得。20週に渡って100位以内にランクインするロングヒットを記録した。オリコン上ではわずかに100万枚に達していないが、出荷枚数は130万枚でミリオン認定されている。
ミュージックビデオ（MV）では、先述した、この曲を制作するにあたって合宿に使用した部屋でメインに撮影。合宿生活に使用した家具や機材を積み上げてその上で演奏するシーンがメインとなっている。加えて千葉マリンスタジアムも撮影の舞台に使用された。MVのディレクションは当時「電波少年」のディレクターだった塩谷祥隆がおこなった。当番組のプロデューサーだった土屋敏男は「サムシングエルスの『ラストチャンス』も彼の作品で黙って巨大クレーンを発注して大赤字出しやがって、でもその上がりの素晴らしさを見たら認めざるを得なかった」と語っている。
なお本作は1998年12月23日発売だが、3曲の候補曲から「ラストチャンス」が正式に決まったのが12月3日、ジャケット撮影が12月4日、千葉マリンスタジアムで行われたMVの撮影が12月5日と、いずれもリリース直前の時期に行われた。
Something ELseは同曲で第41回日本レコード大賞の優秀作品賞を受賞、第50回NHK紅白歌合戦にも出場した。
売上枚数は99.8万枚。

## 収録曲
1. ラストチャンス
（作詞・作曲:Something ELse／編曲:森俊之、Something ELse）
2. ラストチャンス（Acoustic Version）
（作詞・作曲:Something ELse／編曲:白井良明、Something ELse）

ライブレコーディングによる、「ラストチャンス」の別ヴァージョン。ドラムのような音はガムテープでゴミ箱をたたいたもの。
3. ラストチャンス （Instrumental）

## 書籍
- サムエル日記+

3か月間の日記の書籍化。付録CDには採用されなかった合宿所ヴァージョンの楽曲が収録されている。
1. Happy Birthday!〜心から同情します〜
2. ぐちの宿
3. 考える人（合宿所Version）
4. give me a chance（合宿所Version）

## その後の「ラストチャンス」
- 2010年、女性2人組ユニットアニーポンプが「ラストチャンス」をサンプリングした楽曲「こくはく 〜give me a chance〜」をシングルリリース。
- 2013年、BLUE BIRD BEACHがアルバム内でカバーし、レコーディングにはリード・ヴォーカルの大久保伸隆がコーラスで参加した。
- 2013年9月18日にリリースされた大久保伸隆の3rdアルバム「progress」で、15年ぶりにリアレンジ、本人歌唱による「ラストチャンス」が収録された。
- 2015年、AGAスキンクリニックのCM曲に起用された。歌唱は篠崎愛。2017年にアルバム「LOVE/HATE」に収録。
- 2020年9月21日に、春夏秋冬が、定期公演の配信ライブ「四季祭Vol.3」内でカバー。その後、同年11月11日発売の3rdシングルのカップリング曲としてデジタルリリースされた。また、2021年3月30日発売のアルバム『ファーストシーズン』にも収録[4]。
- プロ野球・北海道日本ハムファイターズの玉井大翔投手が、自身の登場曲に使用していた。